# 青天白日勳章授勳人員列表
這是中華民國「青天白日勳章」授勳人員列表。該勳章於1929年開始授與，目前共有211獲獎者。

## 设立早期
- 張學良：1930年中東路事件。
- 王樹常：1930年中東路事件。
- 胡毓坤：1930年中東路事件。
- 于學忠：1930年中東路事件。
- 鄒作華：1930年中東路事件。
- 沈鴻烈：1930年中東路事件。
- 張廷樞：1930年中東路事件。
- 蔣中正：1931年，取得中原大戰勝利，再造統一。

## 中國抗日戰爭
- 蔣光鼐：1932年，一二八事變，中國抗日戰爭。
- 蔡廷鍇：1932年，一二八事變，中國抗日戰爭。
- 張治中：1932年，一二八事變，中國抗日戰爭。
- 沈光漢：1932年，一二八事變，中國抗日戰爭。
- 毛維壽：1932年，一二八事變，中國抗日戰爭。
- 區壽年：1932年，一二八事變，中國抗日戰爭。
- 俞濟時：1932年，一二八事變，中國抗日戰爭。
- 戴戟：1932年，一二八事變，中國抗日戰爭。
- 翁照垣：1932年，一二八事變，中國抗日戰爭。
- 譚啟秀：1932年，一二八事變，中國抗日戰爭。
- 張炎：1932年，一二八事變，中國抗日戰爭。
- 錢倫體：1932年，一二八事變，中國抗日戰爭。
- 宋哲元：1935年，因長城抗戰獲勛。
- 秦德純：1935年，因長城抗戰獲勛。
- 黃杰：1935年，因長城抗戰獲勛。
- 關麟徵：1935年，因長城抗戰獲勛。
- 劉戡：1935年，因長城抗戰獲勛。
- 張維藩，1935年，因長城抗戰獲勛。
- 馮治安，1935年，因長城抗戰獲勛。
- 張自忠，1935年，因長城抗戰獲勛。
- 劉汝明，1935年，因長城抗戰獲勛。
- 黃光華，1935年，因長城抗戰獲勛。
- 董英斌，1935年，因長城抗戰獲勛。
- 李振唐，1935年因長城抗戰獲勛。
- 劉多荃，1935年因長城抗戰獲勛。
- 沈克，1935年因長城抗戰獲勛。
- 楊正治，1935年因長城抗戰獲勛。
- 張廷樞，1935年因長城抗戰獲勛。
- 李福和，1935年因長城抗戰獲勛。
- 常經武，1935年因長城抗戰獲勛。
- 王奇峰，1935年因長城抗戰獲勛。
- 呂濟，1935年因長城抗戰獲勛。
- 李俊襄，1935年因長城抗戰獲勛。
- 牛元峰，1935年因長城抗戰獲勛。
- 喻建章，1935年因長城抗戰獲勛。
- 張耀明，1935年因長城抗戰獲勛。
- 王治邦，1935年因長城抗戰獲勛。
- 黃維綱，1935年因長城抗戰獲勛。
- 李曾志，1935年因長城抗戰獲勛。
- 劉世榮，1935年因長城抗戰獲勛。
- 田澤民，1935年因長城抗戰獲勛。
- 牟中珩，1935年因長城抗戰獲勛。
- 張熙光，1935年因長城抗戰獲勛。
- 鄧玉琢，1935年因長城抗戰獲勛。
- 王佑之，1935年因長城抗戰獲勛。
- 趙鎮藩，1935年因長城抗戰獲勛。
- 司徒洛，1935年因長城抗戰獲勛。
- 熊正平，1935年因長城抗戰獲勛。
- 張文清，1935年因長城抗戰獲勛。
- 張漢初，1935年因長城抗戰獲勛。
- 孔慶桂，1935年因長城抗戰獲勛。
- 董升堂，1935年因長城抗戰獲勛。
- 林作楨，1935年因長城抗戰獲勛。
- 邱立嵉，1935年因長城抗戰獲勛。
- 何蕃，1935年因長城抗戰獲勛。
- 黃心培，1935年因長城抗戰獲勛。
- 王理寰，1935年因長城抗戰獲勛。
- 王長江，1935年因長城抗戰獲勛。
- 賈鳳鳴，1935年因長城抗戰獲勛。
- 楊汝維，1935年因長城抗戰獲勛。
- 徐庭瑤，1937年因長城抗戰有功補授。
- 謝晉元：1937年，留守四行倉庫。
- 楊瑞符：1937年，留守四行倉庫。
- 林偉儔，1938年因南京突圍有功。
- 劉嘉樹，1938年參與靈石會戰。
- 孫連仲，1938年台兒莊戰役有功。
- 湯恩伯，1938年台兒莊戰役有功。
- 田鎮南，1938年台兒莊戰役有功。
- 馮安邦，1938年台兒莊戰役有功。
- 黃樵松，1938年台兒莊戰役有功。
- 張金照，1938年台兒莊戰役有功。
- 池峰城，1938年台兒莊戰役有功。
- 吳鵬舉，1938年台兒莊戰役有功。
- 張廣厚，1938年台兒莊戰役有功。
- 王仲廉，1938年台兒莊戰役有功。
- 陳林達，1938年台兒莊戰役有功。
- 李福林，1938年在廣東抗日有功。
- 門炳岳，1938年在商都天成梁抗戰有功。
- 安德成，1938年武漢會戰砲擊敵艦有功，官階為中士。
- 張綸林，1938年武漢會戰砲擊敵艦有功，官階為下士。
- 張定世，1939年搶修鐵路橋樑有功。
- 龐炳勛：暱稱龐瘸子，1939年因「臺兒莊大捷」有功。
- 耿志介，1939年娘子關抗戰有功。
- 傅作義，1940年五原戰役有功。
- 羅卓英，1941年上高會戰有功。
- 王耀武，1941年上高會戰有功。
- 薛岳：1942年第三次長沙大捷有功。
- 李玉堂：1942年第三次長沙大捷有功。
- 周志開，1943年梁山空戰擊落敵機三架有功。同年陣亡。
- 陳誠，1943年鄂西會戰有功。
- 吳奇偉，1943年鄂西會戰有功。
- 方天，1943年鄂西會戰有功。
- 羅廣文，1943年鄂西會戰有功。
- 胡璉，1943年鄂西會戰有功。
- 何應欽，1943年國慶日授勳。
- 程潛，1943年國慶日授勳。
- 白崇禧，1943年國慶日授勳。
- 徐永昌，1943年國慶日授勳。
- 陳紹寬，1943年國慶日授勳。
- 俞飛鵬，1943年國慶日授勳。
- 閻錫山，1943年國慶日授勳。
- 李宗仁，1943年國慶日授勳。
- 蔣宋美齡，1943年因功在黨國授勳。
- 衛立煌，1943年帶領中國遠征軍有功。
- 葛先才，1944年衡陽會戰有功。
- 周慶祥，1944年衡陽會戰有功，1948年在第二次国共内战中因贻误战机遭到处决。
- 方先覺，1944年衡陽會戰有功。
- 饒少偉，1944年衡陽會戰有功。
- 容有略，1944年衡陽會戰有功。
- 郭懺，1944年常德會戰有功。
- 周至柔，1944年8月14日空軍節授勳。
- 張廷孟，1944年8月14日空軍節授勳。
- 王叔銘，1944年8月14日空軍節授勳。
- 毛邦初，1944年8月14日空軍節授勳。
- 高又新，1944年8月14日空軍節授勳。
- 鄭洞國，1945年緬北戰役。
- 孫立人，1945年緬北戰役。
- 廖耀湘，1945年緬北戰役。
- 霍揆彰，1945年緬北戰役。
- 何紹周，1945年緬北戰役。
- 蕭毅肅，1945年滇西戰役。
- 周福成，1945年緬北戰役。
- 王凌雲，1945年緬北戰役。
- 王光煒，1945年緬北作戰有功。
- 謝夢熊，1944年緬北戰役陣亡，追贈。
- 趙發筆，1945年緬北戰役。
- 張其昌，1945年緬北戰役。
- 黃人偉，1946年因滇西戰役有功。
- 黃琪翔，1945年滇西戰役。
- 宋希濂，1945年滇西戰役。
- 鍾松，1945年滇西戰役。
- 鍾彬，1945年滇西戰役。
- 毛芝荃，1944年滇西騰衝戰役。
- 黃中權，1944年滇西騰衝戰役。
- 商震，1945年委員長侍從室主任有功。
- 馬占山，1946年因抗戰時任第十二戰區副司令長官有功。
- 徐堪，1946年因抗戰時任糧食部部長有功。
- 端木傑，1946年因抗戰時任軍政部後勤副總司令有功。
- 龐松舟，1946年因抗戰時任糧食部次長有功。
- 陳良，1946年因抗戰時任軍需署署長有功。
- 黃鎮球，1946年因抗戰時任防空總監有功。
- 李仙洲，1946年因抗戰時任28集團軍總司令有功。
- 張發奎，1946年因抗戰時任第四戰區司令長官有功。
- 胡宗南，1946年因抗戰時任第一戰區司令長官有功。
- 顧祝同，1946年因抗戰時任第三戰區司令長官有功。
- 劉峙，1946年因抗戰時任第五戰區司令長官有功。
- 孫蔚如，1946年因抗戰時任第六戰區司令長官有功。
- 余漢謀，1946年因抗戰時任第七戰區司令長官有功。
- 朱紹良，1946年因抗戰時任第八戰區司令長官有功。
- 李品仙，1946年因抗戰時任第10戰區司令長官有功。
- 劉斐，1946年因抗戰時任軍令部次長有功。
- 林蔚，1946年因抗戰時任軍令部次長有功。
- 馮玉祥，1946年因抗戰時任軍委會委員有功。
- 何成濬，1946年因抗戰時任軍委會委員有功。
- 鹿鍾麟，1946年因抗戰時任軍委會委員有功。
- 俞大維，1946年因抗戰時任軍政部常務次長有功。
- 錢大鈞，1946年因抗戰時任上海市市長有功。
- 蔣鼎文，1946年因抗戰時任第一戰區司令長官有功。
- 郭寄嶠，1946年因抗戰時任第八戰區代理司令長官有功。
- 張群，1946年因抗戰時任四川省主席有功。
- 鄧寶珊，1946年因抗戰時任第12戰區副司令長官有功。
- 汪匣峰，1946年因抗戰時豫西會戰有功。
- 張雪中，1946年因抗戰時獨山戰役有功。
- 孫元良，1946年因抗戰時獨山戰役有功。
- 何文鼎，1946年因抗战时任六十七军军长功勋卓著，戡乱坚守包绥，与董其武同获。
- 约瑟夫·史迪威：美國人，中國戰區參謀長。
- 陳納德：美國人，第14航空隊司令。
- 阿尔伯特·魏德迈：美國人，中國戰區參謀長。

## 第二次国共内战
- 楚溪春 ，1946年对解放军作战有功。
- 董其武，國軍中將，1946年在綏遠对解放军作战有功。
- 馬歇爾：美國人，1946年調解國共內戰。
- 張靈甫，1946年因第二次漣水戰役對解放军作戰有功。
- 杜聿明，1947年因東北对解放军作战有功。
- 陳明仁，1947年因東北对解放军作战有功。
- 廖鈞，1947年在東北四平保衛戰抗敵有功，時為71军87师261团少尉排副。
- 蔡名永，1947年因空軍第四大隊中校大隊長任內支援地面友軍有功。
- 王育根，1947年因空軍第一大隊大隊長任內对解放军作战有功。
- 張省三，1947年因空軍第11大隊44中隊中隊長任內对解放军作战有功。
- 左世允，1948年守衛陝西榆林有功。
- 李礩，1948年空軍節，因空軍第三大隊大隊長任內对解放军作战有功。
- 顧兆祥，1948年空軍節，因空軍第八大隊大隊長任內对解放军作战有功。
- 黃百韜，1948年豫東會戰对解放军作战有功授勳。同年徐蚌會戰陣亡。
- 楊億源，1948年徐州東雀莊之役。
- 朱士欽，1948年徐州東雀莊之役。
- 劉劍虹，1948年徐州東雀莊之役。
- 陳慶堃，1949年海軍長江突圍。

## 臺海戰役
- 梁天，1954任雅龍號艦長時，於鯁門島海戰有功。
- 歐陽漪棻（1956年7月21日駕駛F-84（英语：Republic F-84 Thunderjet）擊落與重傷中国人民解放军米格-17各兩架並完成轟炸戰艦任務。）

## 參謀總長或國防部部長特例
- 彭孟緝，1954年出任參謀總長
- 蔣經國，1965年出任國防部部長（襟綬款的最後一枚；之後，1981年「青天白日勳章」改為大綬）
- 高魁元出任參謀總長、國防部部長
- 賴名湯出任參謀總長
- 宋長志出任參謀總長、國防部部長
- 鄭為元出任國防部部長
- 郝柏村出任參謀總長、國防部部長
- 劉和謙出任參謀總長
- 蔣仲苓出任國防部部長
- 羅本立出任參謀總長
- 伍世文出任國防部部長
- 湯曜明出任參謀總長、國防部部長
- 李傑出任參謀總長、國防部部長
- 李天羽出任參謀總長、國防部部長
- 霍守業出任參謀總長
- 林鎮夷出任參謀總長
- 陳燊齡出任參謀總長，2017年逝世追授
- 沈一鳴出任參謀總長，2020年逝世追授

## 备注
第一位獲獎的是張學良。有四位美軍軍官獲得：陳納德、魏德邁、史迪威與馬歇爾。
榮獲青天白日勳章但倒戈投降解放军或被俘人員甚多，如：于學忠、王樹常、杜聿明、李玉堂、李宗仁、李仙洲、宋希濂、吳奇偉、胡毓坤、張炎、張治中、沈光漢、區壽年、黃琪翔、鄧寶珊、羅廣文、衛立煌、鄭洞國、廖耀湘、董其武、陳明仁、王耀武、陳紹寬、孫蔚如、劉斐、馮玉祥、鹿鍾麟、戴戟、蔡廷鍇、蔣光鼐、程潛。
青天白日勋章获得者当中绝大多数为军官，其中又以将级军官为多。士兵中先后只有三人获得过此勋章：分别为抗日战争期间的安德成（时任第58师战车防御炮连中士班长）、张纶林（时任第58师战车防御炮连下士炮手）因在武汉会战中表现英勇被国民政府军事委员会特批授予。到第二次国共内战时第87师261团3营上士排附廖钧因在四平战役中立有战功亦被授予该勋章。故外界往往误以为该勋章专属于高级军官。